# Henrik Rödl
Henrik Markus Rödl (* 4. März 1969 in Offenbach am Main) ist ein deutscher Basketballtrainer und ehemaliger -spieler. Er war von September 2017 bis Ende August 2021 Bundestrainer der deutschen Herren-Nationalmannschaft. Während seiner Spielerlaufbahn gehörte der Flügelspieler zur deutschen Europameister-Mannschaft von 1993 und gewann mit Alba Berlin sieben Mal in Folge als Spieler die Deutsche Meisterschaft.

## Spielerkarriere
Rödl, dessen Vater Helmut Basketballtrainer war, spielte in der Jugend des EOSC Offenbach und wurde dort von seinem Vater gefördert. Als 17-Jähriger ging Rödl als Austauschschüler für ein Jahr nach Chapel Hill in den US-Bundesstaat North Carolina. Dort lernte er seine spätere Ehefrau kennen. Rödl spielte für die Schulmannschaft der Chapel Hill High School, gewann mit ihr die Meisterschaft in North Carolina und wurde 1987 als Mr. Basketball des Bundesstaats ausgezeichnet. Anschließend ging er vorerst nach Deutschland zurück. Ende Oktober 1987 debütierte der damals erst 18-jährige Spieler des EOSC Offenbach als erster Regionalligaspieler in der deutschen Nationalmannschaft.
1989 gewann er mit der bundesdeutschen Studentennationalmannschaft Bronze bei der Universiade in Duisburg, ehe er im selben Jahre dann in die USA ging, wo er für die „Tar Heels“, die Basketball-Mannschaft der University of North Carolina, spielte. Rödl stand in 140 Spielen für die Hochschulmannschaft auf dem Feld und kam auf 3,4 Punkte, 2,2 Korbvorlagen und 1,3 Rebounds je Begegnung. 1993 feierte Rödl zwei seiner größten Erfolge: Er gewann mit den „Tar Heels“ die US-Collegemeisterschaft, erzielte in der Saison 4,3 Punkte, 3,6 Korbvorlagen und 1,5 Rebounds je Begegnung. Im Endspiel gegen die University of Michigan Anfang April 1993 kam Rödl auf elf Minuten Einsatzzeit, in welcher er auf zwei Punkte und zwei Ballgewinne kam. Im selben Jahr wurde er mit der deutschen Nationalmannschaft vor eigenem Publikum überraschend Europameister. Rödl erzielte während des EM-Turniers 5,6 Punkte je Begegnung, im Endspiel gegen Russland blieb er ohne Punkte.

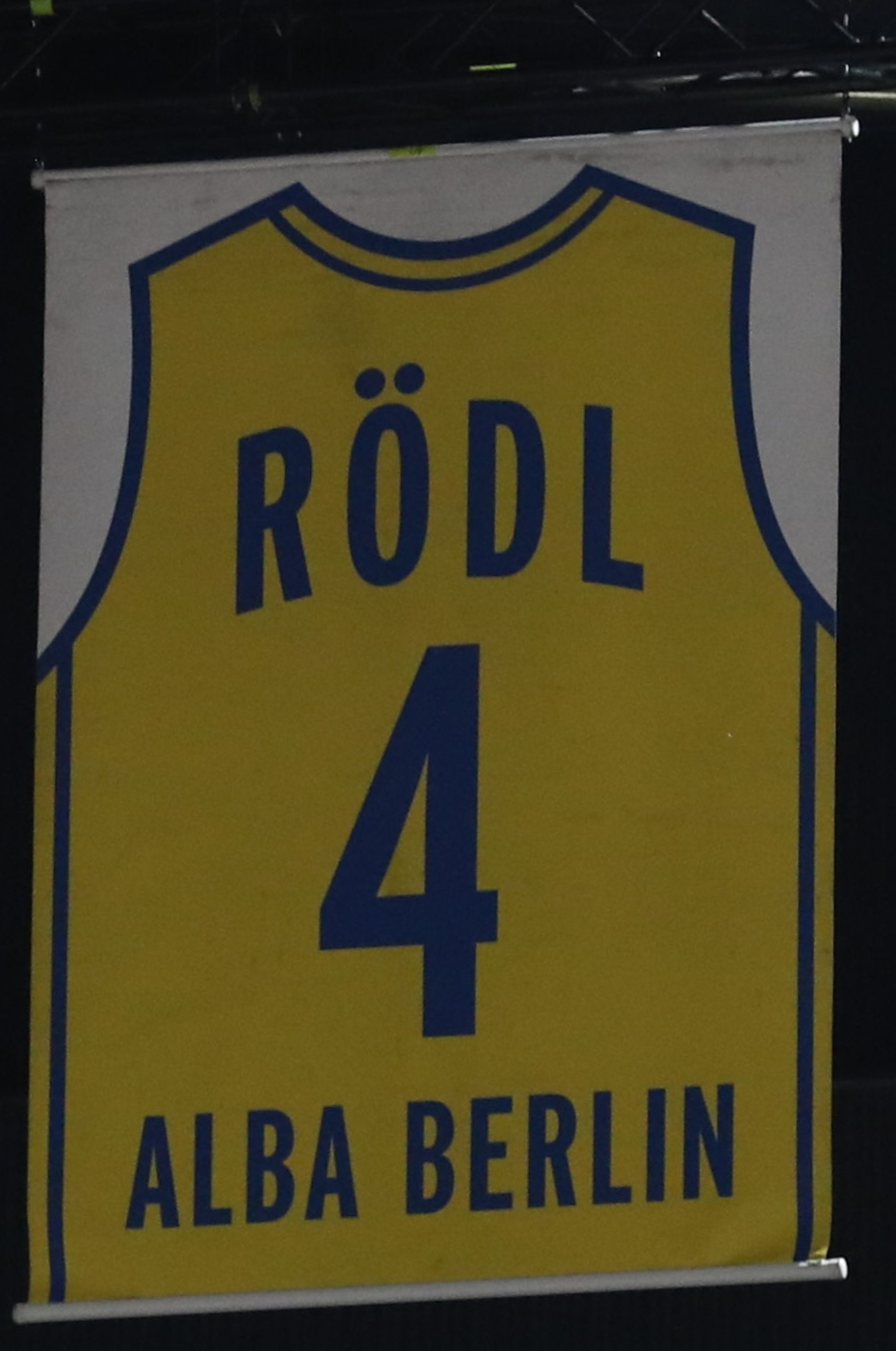
Nachbildung von Rödls Trikot unter dem Hallendach der Mercedes-Benz Arena

In der folgenden Saison debütierte Rödl in der Bundesliga für Alba Berlin, wo er sich im Laufe der Jahre insbesondere als vielseitiger Spieler mit Stärken in der Verteidigung und Mannschaftskapitän einen Namen machte. Er blieb dem Verein elf Jahre treu und erzielte in dieser Zeit 5228 Punkte in 534 Spielen. In seiner ersten Berliner Saison 1993/94 erzielte Rödl in der Bundesliga 10,9 Punkte pro Spiel, steigerte sich 1994/95 auf 13,5 und 1995/96 auf 15,6 Punkte je Begegnung, den Bestwert seiner Berliner Zeit. 1996 war er Deutschlands Basketballer des Jahres. In der Ära Rödl gewann der Hauptstadtklub sieben Mal hintereinander die Deutsche Meisterschaft (1997–2003), viermal den nationalen Pokalwettbewerb und einmal den Korać-Cup.
2002 verabschiedete er sich mit dem Gewinn der Bronzemedaille bei der Weltmeisterschaft aus der Nationalmannschaft. Insgesamt erzielte Rödl, der auch an den Olympischen Spielen 1992 teilnahm, in 15 Jahren 1.749 Punkte in 178 Länderspielen.
In der Bundesliga erzielte Rödl insgesamt 3686 Punkte. Ihn zeichneten während seiner Laufbahn die Zuverlässigkeit, eine gute Verteidigung und die Fähigkeit, mehrere Spielpositionen zu besetzen, aus. Rödls Leistungen und sein Wert für die Mannschaft blieben oft unbemerkt, da er schnörkellos spielte.

## Trainerkarriere
Nach dem Ausscheiden mit Alba Berlin im Play-off-Halbfinale gegen Bamberg erklärte Rödl am 25. Mai 2004 seinen Rücktritt als Spieler und spielte am 27. Mai 2004 sein letztes Spiel. Seit der Saison 2004/05 war er als Trainer beim TuS Lichterfelde, der Internationalen Berliner Basketball Akademie (IBBA) und als Co-Trainer Alba Berlins tätig. Rödl bezeichnete Svetislav Pešic, unter dem er bei Alba Berlin spielte, und Dean Smith (University of North Carolina) als die Trainer, von denen er am meisten für seine eigene Trainerkarriere mitnahm.
Von Januar 2005 bis Juni 2007 war er Cheftrainer von Alba Berlin. In diesem Amt wurde er 2006 deutscher Pokalsieger. Nach dem Ausscheiden im Viertelfinale 2007 gegen die Artland Dragons wurde Rödl in seiner Position als Cheftrainer durch Luka Pavicevic ersetzt. Er wurde daraufhin sportlicher Leiter der gesamten Nachwuchsabteilung von Alba Berlin sowie Trainer der U19- (in der Nachwuchs-Basketball-Bundesliga) und der zweiten Herrenmannschaft (in der Regionalliga) von Alba Berlin.
Vom Oktober 2008 bis zum Saisonbeginn 2009/10 war Rödl zudem Trainer der deutschen U20-Nationalmannschaft.
Mit der Berliner U19-Mannschaft wurde Rödl in der Saison 2007/08 deutscher Vizemeister und 2008/09 deutscher Meister. Während der Saisons 2008/09 und 2009/10 blieb die Berliner U19-Mannschaft in der NBBL unter Rödls Führung saisonübergreifend in 39 Spielen unbesiegt und verlor erst das Finale um den NBBL-Titel 2010 gegen das Team Alba Urspring (Kooperationspartner von Alba Berlin). Die Regionalliga-Mannschaft wurde mit Rödl als Trainer in der Saison 2009/10 mit 19:1-Siegen Meister der 1. Regionalliga Nord (RLN) und schaffte den Aufstieg in die ProB-Liga.
Mit Beginn der Saison 2010/11 übernahm Rödl den Posten des Cheftrainers beim Bundesligisten TBB Trier. Im Dezember 2012 verlängerte Rödl vorzeitig seinen Vertrag in Trier bis zum Ende der Saison 2015/2016.
Im Jahr 2014 übernahm er im Sommer das Training der deutschen A2-Basketballnationalmannschaft.
Nach Punktabzug wegen fehlerhafter Angaben im Lizenzierungsverfahren und wegen Stellung eines Insolvenzantrages stieg die TBB Trier im April 2015 aus der 1. Liga ab. Nach der Insolvenz der Treveri Basketball AG wurden zum 1. Mai 2015 alle Mitarbeiter entlassen, darunter auch Henrik Rödl. Im Juni 2015 gab Rödl bekannt, dass er für die Saison 2015/2016 nicht Trainer bei der neugegründeten Trierer Ballsportbewegung UG sein würde.
Im Sommer 2015 führte er die deutsche Studentennationalmannschaft (identisch mit der A2-Nationalmannschaft) bei der Universiade in Südkorea ins Endspiel, dass in der zweiten Verlängerung knapp gegen die Auswahl der Vereinigten Staaten verloren wurde.
Im Januar 2016 gab der Deutsche Basketball Bund bekannt, Rödl als hauptamtlichen Bundestrainer verpflichtet zu haben. Sein Aufgabengebiet wurde wie folgt beschrieben: Wie bislang die Betreuung der A2-Nationalmannschaft als Cheftrainer sowie die Tätigkeit als Assistent von Bundestrainer Chris Fleming bei der A-Nationalmannschaft. Darüber hinaus gehörte zu Rödls Tätigkeiten, als „Koordinator des Perspektivkaders 2020“ zu wirken.
Im Juli 2016 betreute er die deutsche U20-Nationalmannschaft bei der Europameisterschaft und führte die DBB-Auswahl auf den vierten Rang.
Am 18. September 2017 wurde er vom DBB zum neuen Bundestrainer der Herren-Nationalmannschaft bestellt. Er führte die deutsche Mannschaft 2021 zur Teilnahme an den wegen der COVID-19-Pandemie verspätet ausgetragenen Olympischen Sommerspielen 2020, dort schied man im Viertelfinale gegen Slowenien aus. Ende August 2021 endete seine Amtszeit als Bundestrainer. Insgesamt kam die deutsche Mannschaft unter Rödl zu 27 Siegen und 16 Niederlagen.
Mitte Dezember 2021 wurde Rödl Cheftrainer des türkischen Erstligisten Türk Telekomspor. Im Mai 2022 wurde er dort entlassen. Von den vorangegangenen sechs Spielen unter Rödls Leitung hatte die Mannschaft fünf verloren. Im Oktober 2022 wurde er Trainer von Al-Ittihad in der ägyptischen Stadt Alexandria. Er blieb bis zum Ende des Spieljahres 2022/23 im Amt.
Im Januar 2024 wurde Rödl ägyptischer Nationaltrainer. Mit dem Beginn der Saison 2024/25 wurde er zusätzlich bei Al-Ula in Saudi-Arabien tätig. Seine Tätigkeit bei der ägyptischen Nationalmannschaft endete, als er vor den letzten drei, im Februar 2025 ausgetragenen Qualifikationsspielen zur Afrikameisterschaft 2025 durch Mohamed Elkerdany ersetzt wurde. Bei der jordanischen Nationalmannschaft trat Rödl das Amt des Assistenztrainers an. Auch auf Vereinsebene nahm er im Sommer 2025 eine neue Arbeitsstelle an und wurde in Taiwan Trainer der Mannschaft Taoyuan Taiwan Beer Leopards.

## Auszeichnungen
- 1998: Georg von Opel-Preis in der Kategorie „Sportler in sozialer Verantwortung“

## Sonstiges
Sein Sohn Elias schlug ebenfalls eine Laufbahn im Leistungsbasketball ein und ging wie sein Vater in die Vereinigten Staaten, um dort Studium und Basketball miteinander zu verbinden.